# Kanonenjagdpanzer
Kanonenjagdpanzer (також відомі як Jagdpanzer Kanone 90mm або Kanonenjagdpanzer 4 — 5) — німецький винищувач танків періоду Холодної війни, озброєний 90 мм протитанковою гарматою, створеною на базі гармати зі знятих з озброєння танків M47 Patton.

## Історія створення
Розробка проекту протитанкової самохідної артилерійської установки почалася в середині 1950-х років фахівцями фірм Hanomag (Hannoversche Maschinenbau AG) і Henschel (Henschel Rheinstahl AG). Базою для нової машини був обраний бронетранспортер Schützenpanzer Lang HS.30. Перший прототип САУ, позначений як Kanonenjagdpanzer 1-3, був зібраний в 1959 році. Випробування виявили значні недоліки машини, внаслідок чого продовжилися роботи з доопрацювання машини. Нову САУ було вирішено озброїти 90-мм протитанковою гарматою, яка встановлена на танку M47 Patton II, американського виробництва. До 1961 року кожна з фірм-розробників створила свій дослідний зразок. Обидва зразки були представлені на випробуваннях. Після проведення порівняльних випробувань, а також внаслідок об'єднання фірм, було прийнято рішення про об'єднання зусиль фахівців обох фірм і створенні єдиного дослідного зразка. Роботи зі створення і випробування нового зразка затягнувся до 1965 року. Після проведення всіх випробувань, в 1966 році, нова машина була прийнята на озброєння під позначенням JPz 4-5. САУ будувалась серійно в 1966—1967 роках. За час виробництва фірмами Hanomag і Henschel було виготовлено по 385 машин.

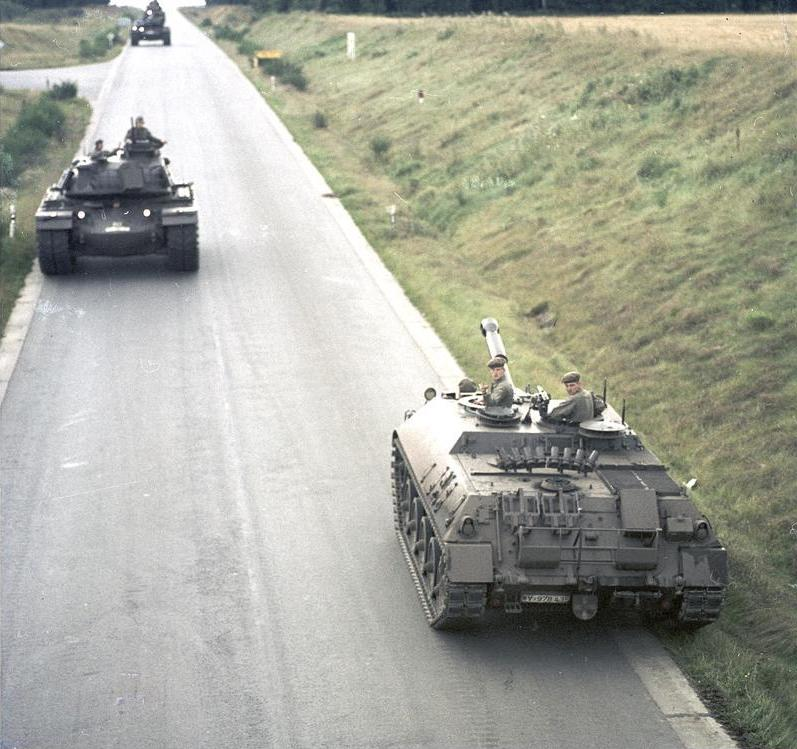
Kanonenjagdpanzer на марші разом із танком M48

## Опис конструкції
Виготовленням установок зайнялися фірми «Hanomag» і «Henschel». Для установок було створено спеціальне шасі. Герметизований корпус самохідки зварений з катаних броньових листів, встановлених з великими кутами нахилу. Однак, 30-мм броня забезпечувала захист тільки від осколків і вогню великокаліберних кулеметів. Машина має невеликі габарити по висоті — 2085 мм. Установка оснащена 90-мм протитанковою гарматою «Rheinmetall» довжиною 40,4 калібрів, спареною з 7,62-мм кулеметом, і 7,62-мм зенітним кулеметом. Для стрільби з гармати використовувалися ті ж боєприпаси, що і для американських танків М47 і М48, що знаходилися в той час на озброєнні Бундесверу. Заряджання гармати здійснювалось вручну. Всі члени екіпажу мають для спостереження перископічні призмові перископи. Приціл навідника — телескопічний, у командира — панорамний. Для водіння машини вночі застосовувався комплекс інфрачервоних приладів. Чотиритактний дизельний двигун рідинного охолодження скомпонований в одному блоці з силовою передачею. Силова передача — гідромеханічна з напівавтоматичним приводом управління. Коробка передач — планетарна з електричним приводом управління. Підвіска машини — торсіонна з гідравлічними амортизаторами. Для подолання водних перешкод на машині є обладнання для підводного водіння (глибина подоланого броду — 2,1 м).

## Оператори
ФРН — На озброєнні Бундесверу знаходилось 770 Kanonenjagdpanzer
 Бельгія — На озброєнні бельгійської армії з 1975 року знаходяться 80 модернізованих Kanonenjagdpanzer

## Машини на базі
- Spähpanzer Ru 251 — розвідувальний танк, побудований на базі Kanonenjagdpanzer за програмою заміни застарілих M41. Не був випущений в серійне виробництво.
- RJPz2 «Ракетенягдпанцер» — САУ обладнана французьким ПТРК SS-11. Випускалася з 1967 року.
- Jaguar 1 — САУ обладнана ПТРК «хот». Почала випускатися в 1978 році.